# صدف دوکفه‌ای غول‌پیکر
صدف دوکفه‌ای غول‌پیکر یا (نام علمی: Tridacna gigas) یک صدف دوکفه‌ای است که بزرگ‌ترین نرم‌تن زمین است و می‌تواند به ۱۲۰ سانتی‌متر طول و بیش از ۲۲۰ کیلوگرم وزن برسد. صدف دوکفه‌ای غول‌پیکر از سردهٔ تریدانکا است که یکی از گونه‌های صدف در معرض خطر انقراض تلقی می‌شوند. این گونه‌ها نخستین مرتبه در اوایل سال ۱۵۲۱ میلادی و در دست‌نوشته‌های آنتونیو پیگافتا ثبت شدند. یکی از گونه‌های به شدت جالب‌توجه این سرده صدف بزرگ بومی صخره‌های مرجانی کم‌عمق اقیانوس آرام جنوبی و هند است. وزن آن‌ها تا بیش از ۲۰۰ کیلوگرم (۴۴۰ پوند) می‌رسد و می‌توانند در اندازهٔ ۱۲۰ سانتیمتر (۴۷ اینچ) هم یافت شوند. طول عمر این صدف‌های بزرگ در طبیعت تا بیش از ۱۰۰ سال نیز می‌رسد.
در سواحل فیلیپین، دریای جنوبی چین و به ویژه در صخره‌های مرجانی صباح مالزی نیز به وفور یافت می‌شوند. مکان ویژه صدف‌های غول‌پیکر در ماسه‌های مرجانی مسطح می‌باشد و می‌توان آن‌ها را در عمق بیش از ۲۰ متر مشاهده کرد. دامنهٔ پراکنش آن‌ها تا هند-آرام تسری دارد هر چند، جمعیت این گونه‌ها به شدت در حال نقصان و کاهش است و این صدف‌های منحصربفرد، در بسیاری از مناطقی که قبلاً مشاهده می‌شدند، منقرض شده‌اند. در میان خانوادهٔ این صدف‌های بزرگ، صدف غول‌پیکر ماکسیما بیشترین توزیع و پراکنش جغرافیایی را در میان سایر گونه‌های مشابه دارد.

## نگارخانه

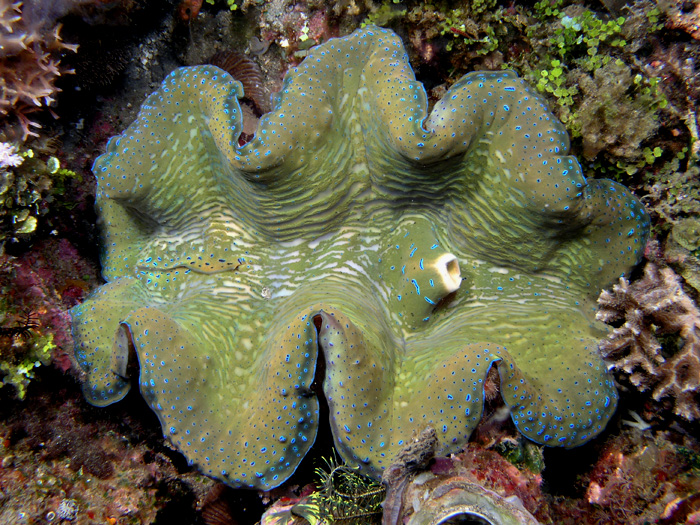
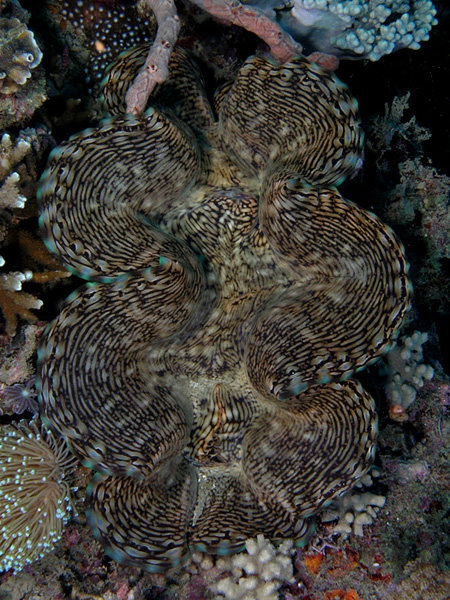
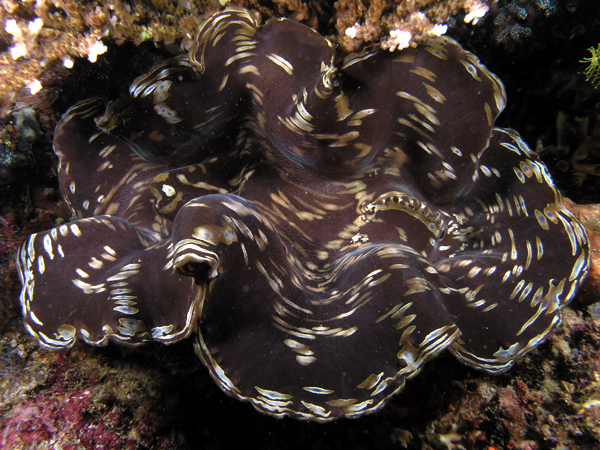
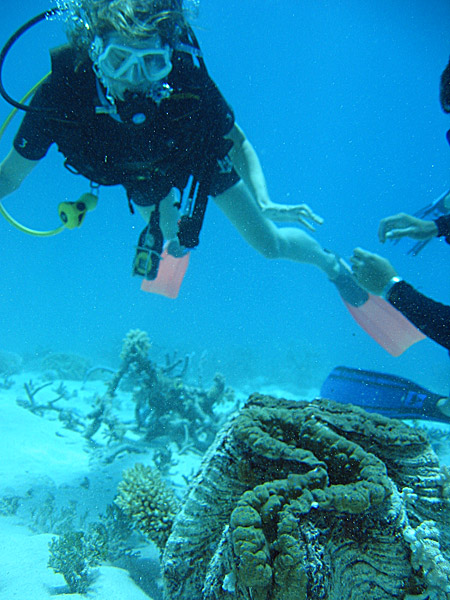
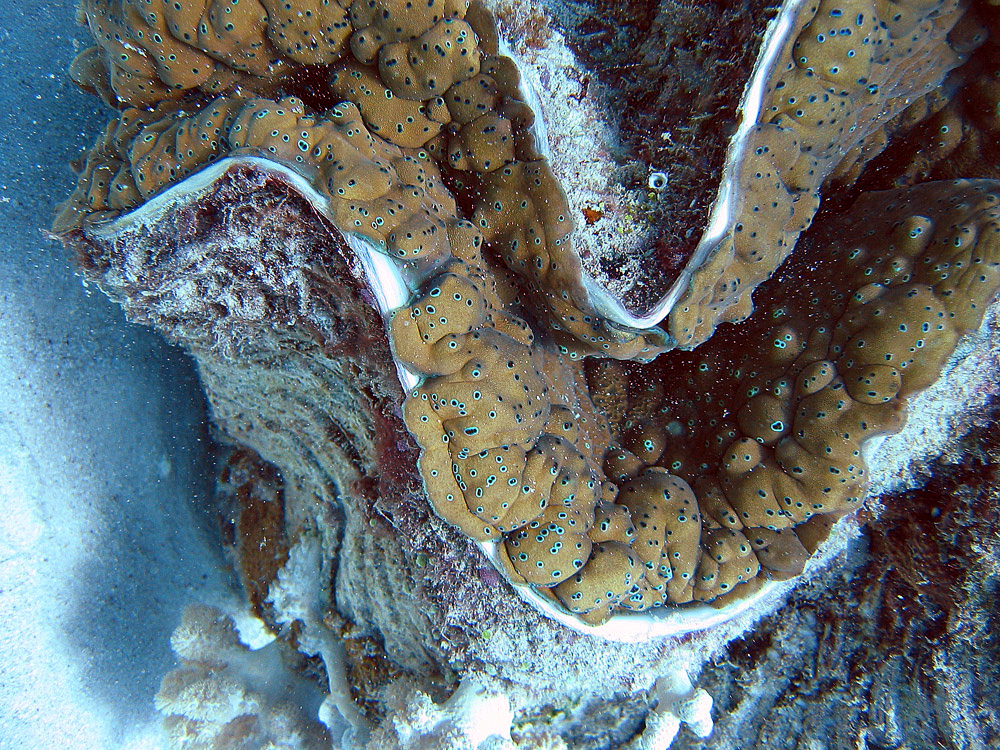
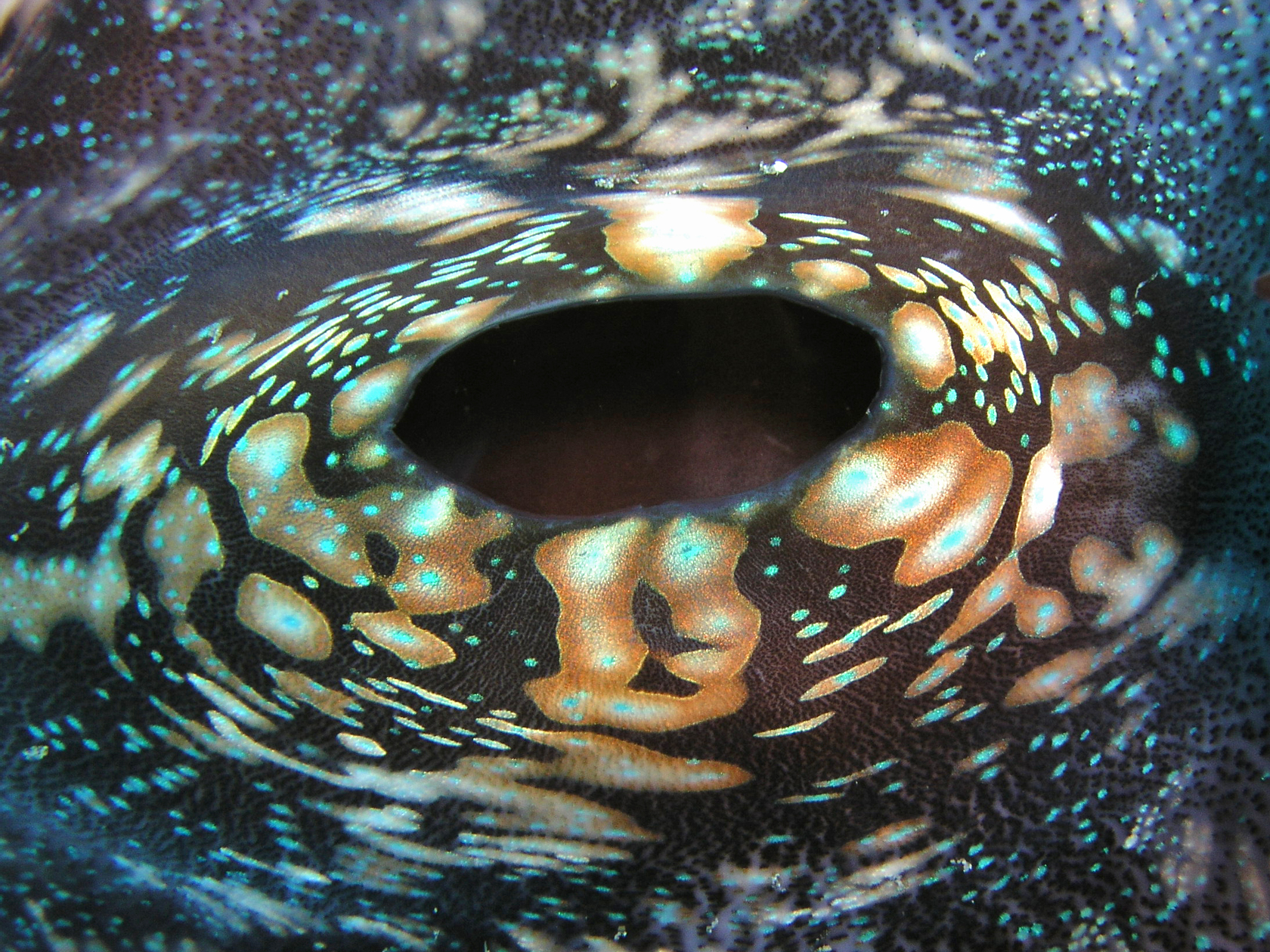
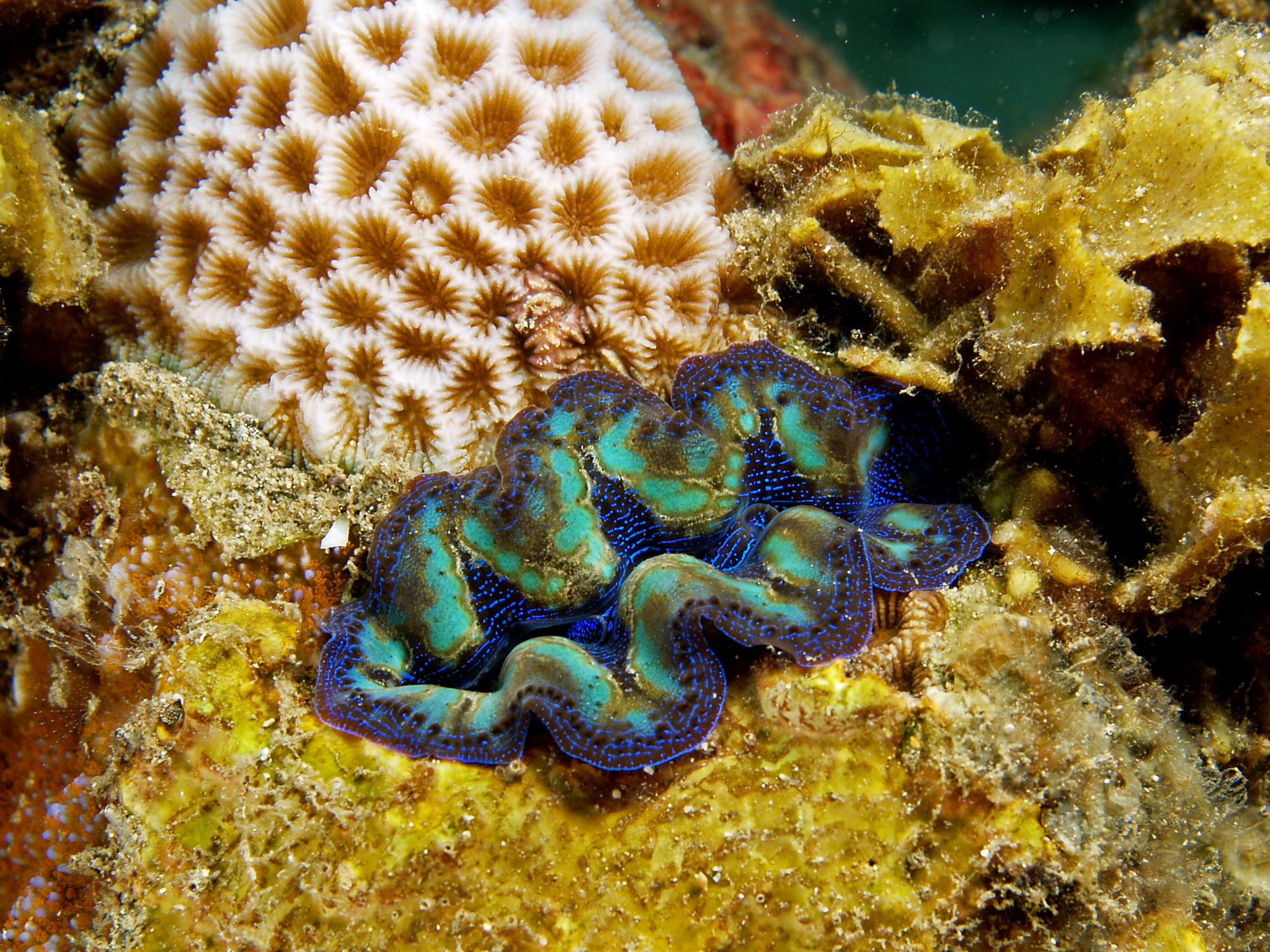
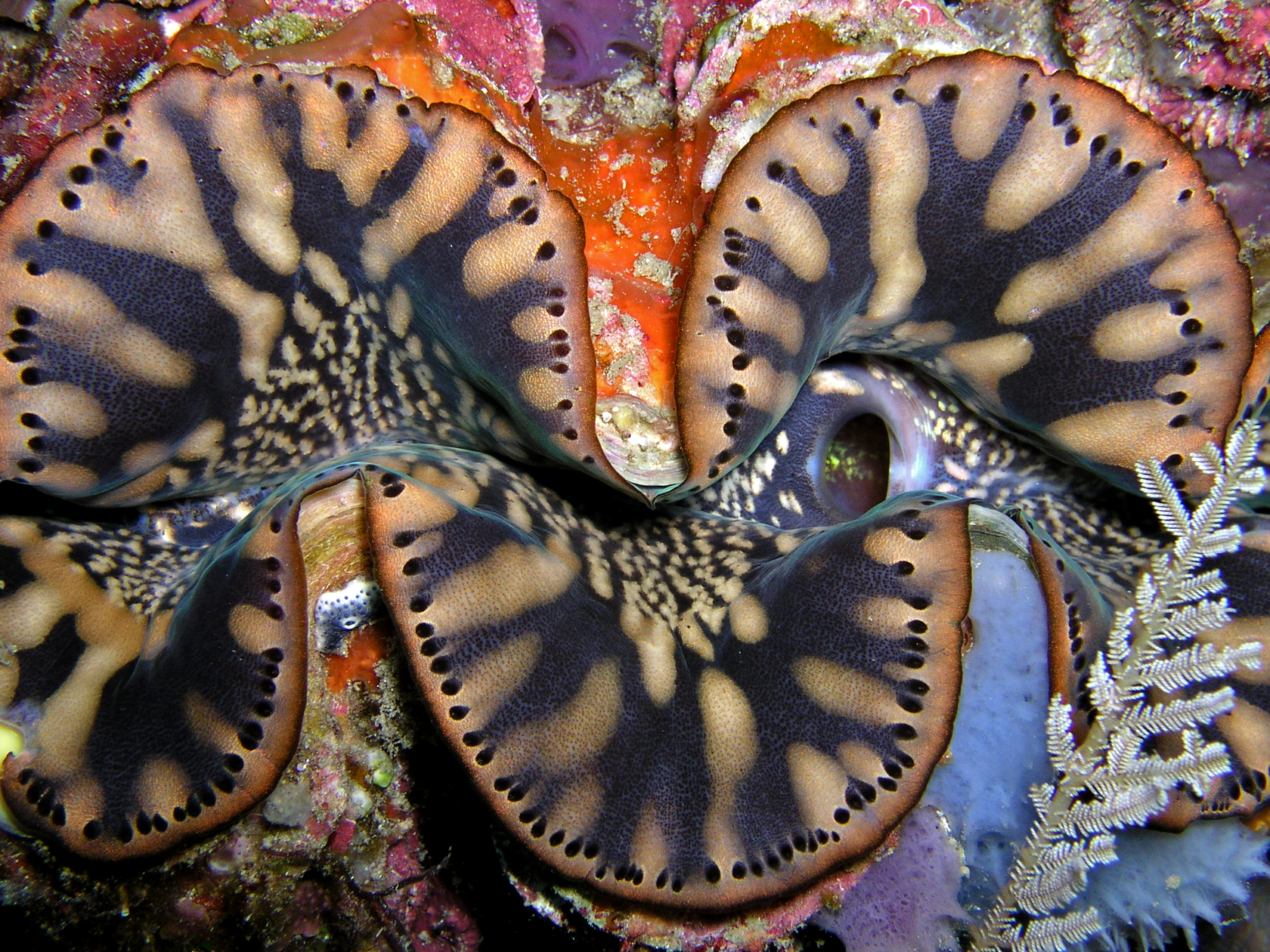
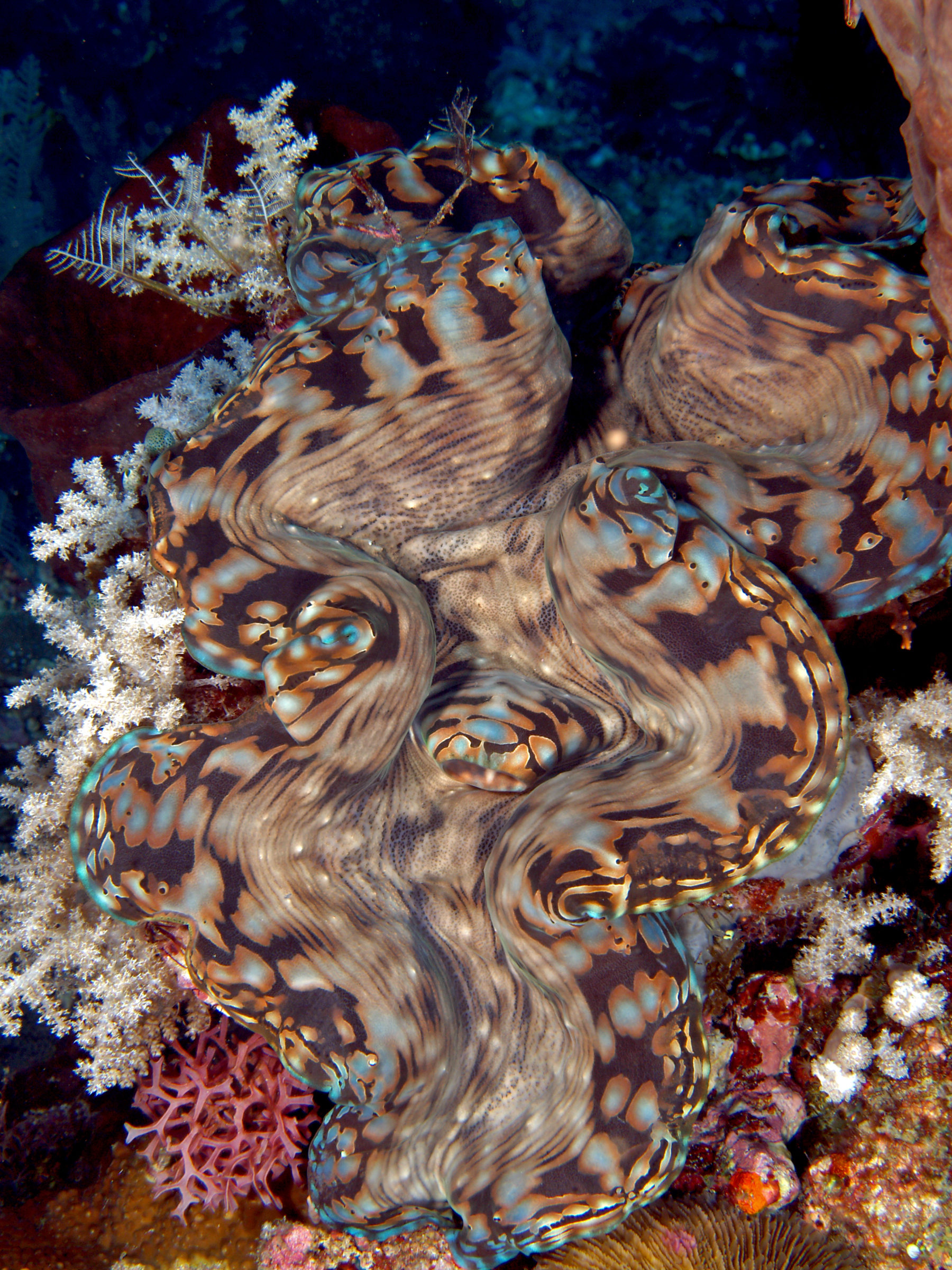
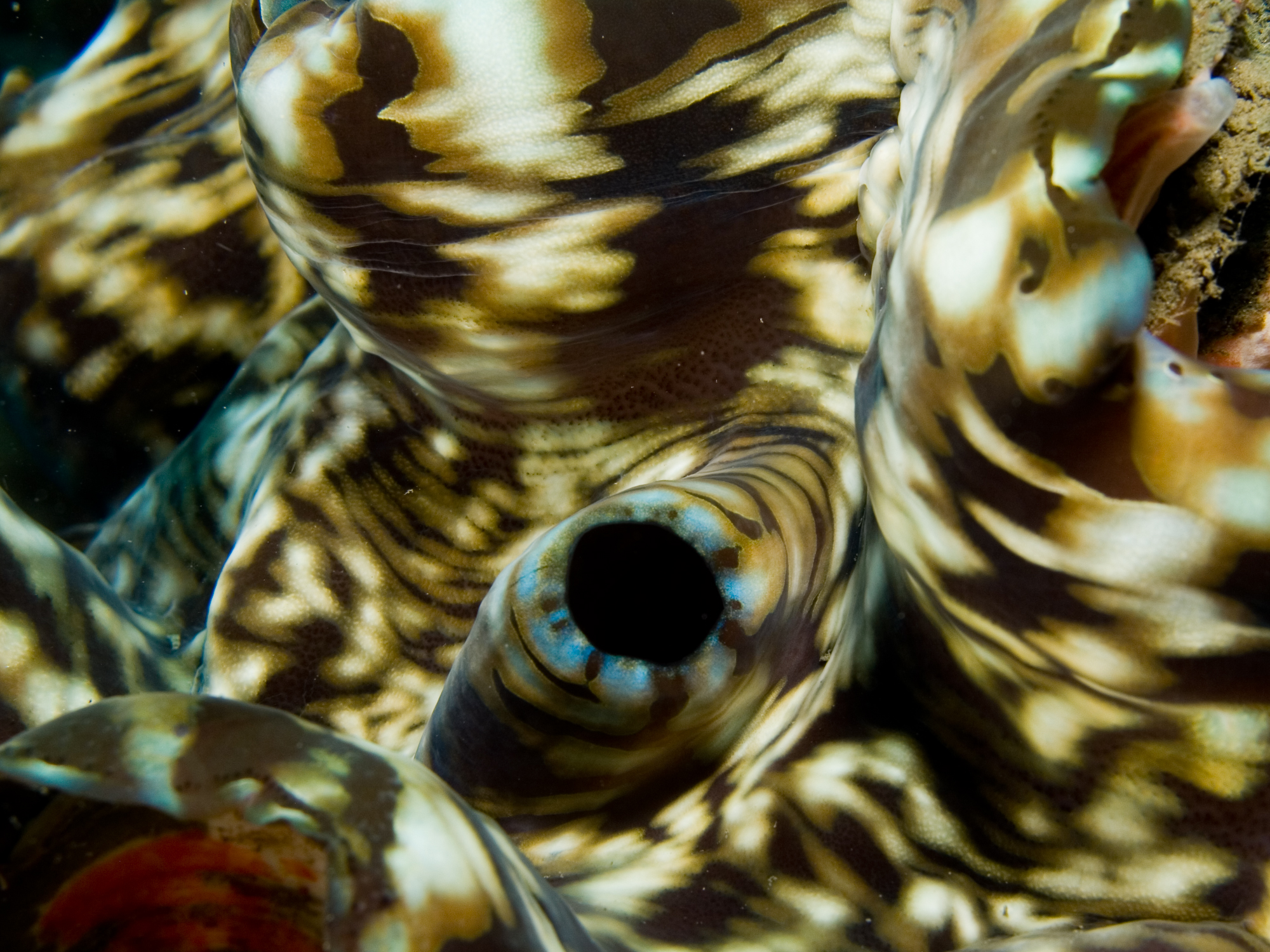
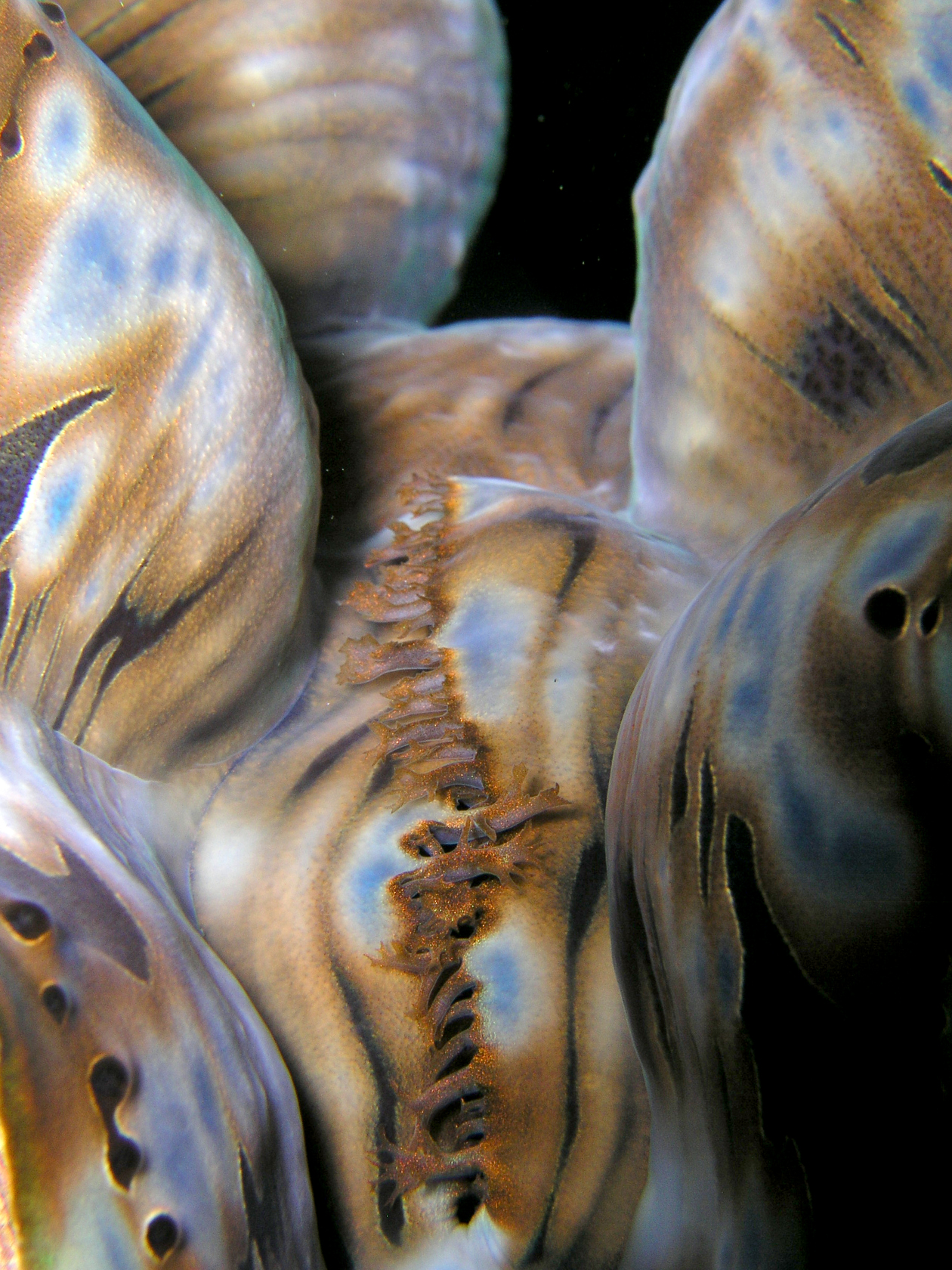
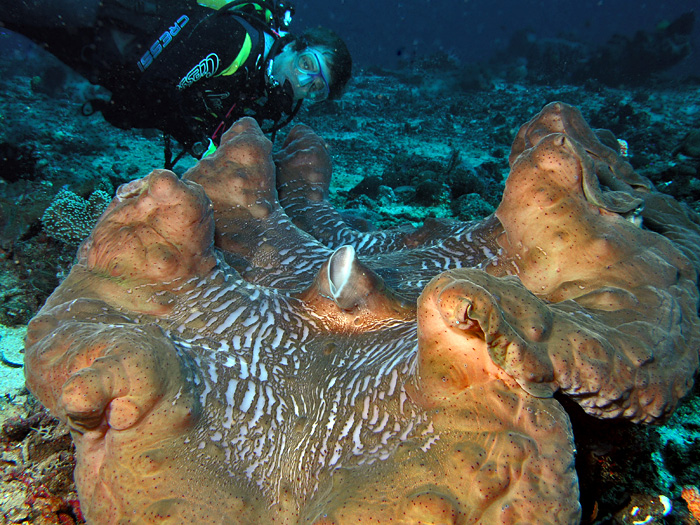
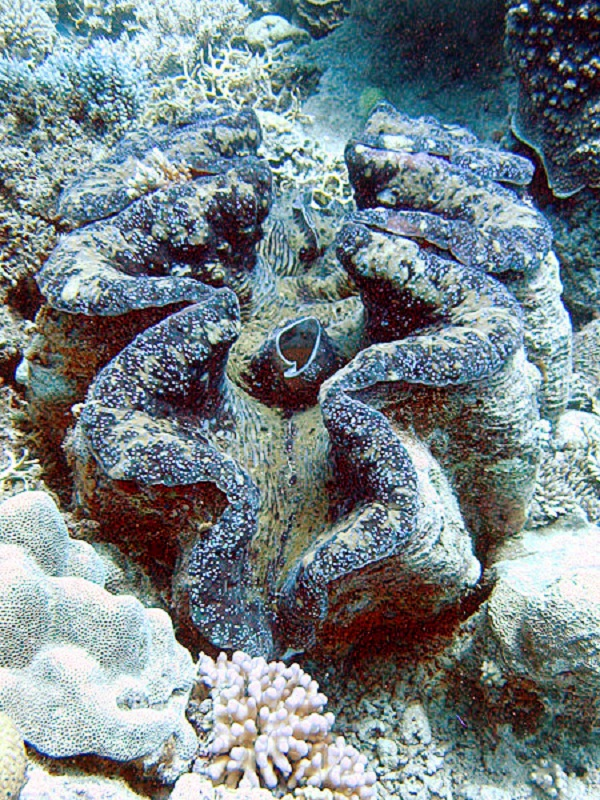